# Ngọc Hiệp (diễn viên)
Nguyễn Ngọc Hiệp (NSƯT, sinh ngày 15/07/1965) là nữ diễn viên, đạo diễn và nhà sản xuất phim người Việt Nam. Chị được biết đến qua các phim điện ảnh như: Dấu ấn của quỷ (1992), Tây Sơn hiệp khách, Vũ khúc con cò, Lạc cầm, Đoạt hồn (2014), Đảo của dân ngụ cư (2017). Về lĩnh vực truyền hình, chị từng tham gia trong các phim như: Những nẻo đường phù sa, Giữa dòng, Đất trắng, Cõi tình, Cánh buồm ảo ảnh, Cô gái xấu xí (2009), Phượng Khấu (2020). Chuyện ma gần nhà (2022). Cám (2024).

## Sự nghiệp
Ngọc Hiệp gia nhập làng giải trí từ những năm 1990. Cô tốt nghiệp khoa diễn viên, trường Điện ảnh Thành phố khóa I (1987 – 1991) cùng với nhiều ngôi sao điện ảnh như: Lý Hùng, Diễm Hương, Lê Tuấn Anh, Thiệu Ánh Dương, Võ Thế Vỹ. Ngọc Hiệp bắt đầu bằng những vai diễn rất nhỏ như tì nữ Kim Liên trong Lục Vân Tiên (Lý Hùng, Diễm Hương đóng vai chính), tì nữ trong Kì tích Bà Đen (Lê Tuấn Anh đóng vai chính)... Tuy nhiên, đến nay Ngọc Hiệp là cái tên duy nhất trong những sao Việt cùng thời vẫn còn duy trì cái duyên với nghề mặc dù cô đã rút về phía sau hậu trường. 
Đặc biệt, Ngọc Hiệp là một trong số diễn viên đầu tiên thời bấy giờ được đóng phim hợp tác với Nhật Bản là bộ phim 'Vùng trời mơ ước'. Hầu hết các vai của Ngọc Hiệp đều có chung hình mẫu người phụ nữ nghèo khổ, chịu thương chịu khó, cá tính, mạnh mẽ vượt lên số phận. Dấu ấn trong diễn xuất của Ngọc Hiệp là sự đào sâu thế giới nội tâm nhân vật, đi theo sự diễn tả chừng mực và dung dị nhưng lại hết sức tinh tế. Tính cho đến thời điểm này, Ngọc Hiệp đã đóng khoảng 20 bộ phim. Đây là một con số không hề nhỏ so với tuổi nghề của NSƯT Ngọc Hiệp. Tuy nhiên, vai diễn ấn tượng cho Ngọc Hiệp đến thời điểm này chính là vai "cô cái xấu xí" Huyền Diệu trong bộ phim nổi tiếng cùng tên (năm 2008). Chính vai diễn này của NSƯT Ngọc Hiệp đã chiếm được nhiều cảm tình của người hâm mộ.

## Danh sách phim

### Điện ảnh
| Năm  | Phim               | Vai          | Ghi chú |
| ---- | ------------------ | ------------ | ------- |
| 1992 | Dấu ấn của quỷ     | Cô gái quỷ   |         |
| 1999 | Ba mùa             |              |         |
| 1991 | Tây Sơn hiệp khách |              |         |
| 2002 | Vũ khúc con cò     | Thúy Lan     |         |
| 2004 | Lạc cầm            | Cầm          |         |
| 2014 | Đoạt hồn           |              |         |
| 2017 | Đảo của dân ngụ cư | Xiếm Hoa     |         |
| 2017 | Dạ cổ hoài lang    |              |         |
| 2020 | Bí mật của gió     |              |         |
| 2022 | Chuyện ma gần nhà  | Chị Hai      |         |
| 2022 | Tro tàn rực rỡ     | Mẹ của Dương |         |
| 2024 | Cám                | Tầm          |         |

### Truyền hình
| Năm  | Phim                   | Vai                  | Ghi chú                             |
| ---- | ---------------------- | -------------------- | ----------------------------------- |
| 1996 | Chuyện ngã bảy         |                      |                                     |
| 2009 | Cô gái xấu xí          | Hoàng Hoa Huyền Diệu |                                     |
|      | Giữa dòng              |                      |                                     |
|      | Những nẻo đường phù sa |                      |                                     |
|      | Đất trắng              |                      |                                     |
|      | Cõi tình               |                      |                                     |
|      | Cánh buồm ảo ảnh       |                      |                                     |
| 2020 | Phượng khấu            |                      | Phát hành trên internet (web drama) |

## Giải thưởng và đề cử
Nữ diễn viên chính xuất sắc phim tuyện video tại Liên hoan phim Việt Nam 1996
2001: Nghệ sĩ ưu tú
2010: Tứ đại Ngọc nữ điện ảnh thập niên 90s, 00s gồm Nguyễn Ngọc Hiệp (Hiệp tài nữ), Đồng Thu Hà (Hà lá ngọc cành vàng), Lê Huỳnh Mỹ Duyên (Duyên diễn xuất), Phạm Thị Hồng Ánh (Ánh quốc tế)